# Бидгоський канал

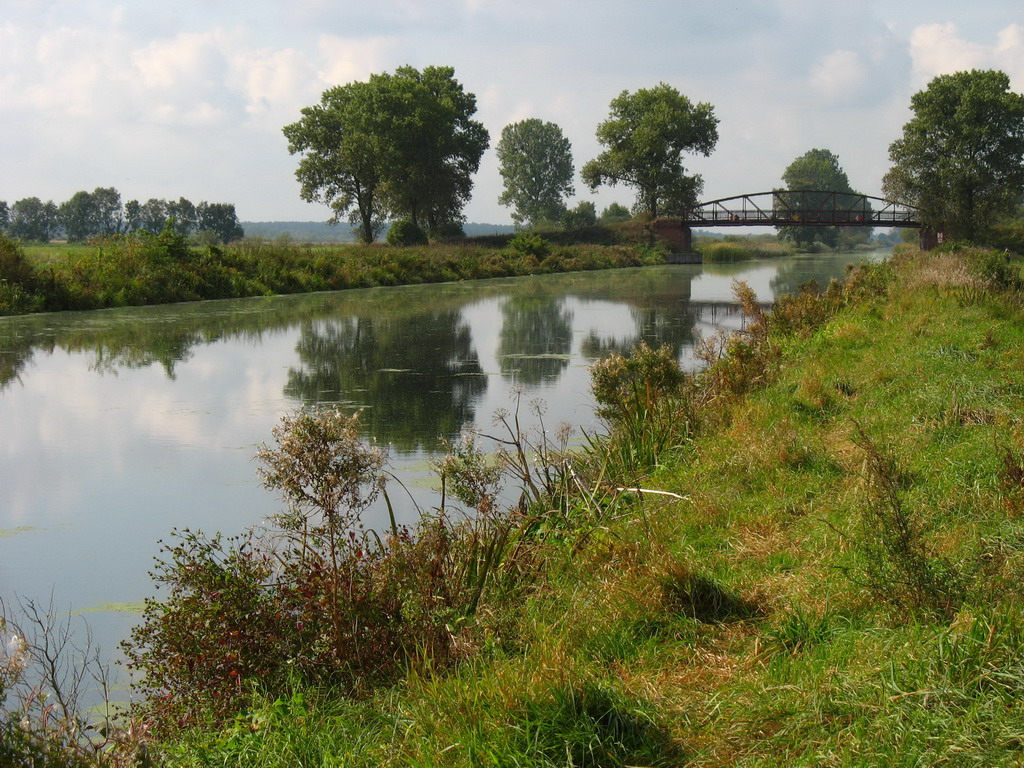

53°07′21″ пн. ш. 18°07′48″ сх. д. / 53.122607° пн. ш. 18.129995° сх. д.
Бидгоський канал (пол. Kanał Bydgoski; нім. Bromberger Kanal) — канал на півночі центральної Польщі, що з'єднує басейни річок Вісла (через приплив Брда) та Одра (через притоки Нотець і Варта). Має довжину 27 км (між містами Накло і Бидгощ), глибину до 2,5 м.
Будівництво каналу шириною 19 м і восьми шлюзів було завершено в 1774 році, після захоплення даного регіону прусським королем Фрідріхом II. Канал перебудовувався між 1905 і 1917 роками, після чого число шлюзів скоротилося вдвічі.
Судноплавний, для суден до 400 т. вантажу, перевозиться: зерно, добрива, ліс.